# Robbins (Californie)
Robbins est une census-designated place du comté de Sutter, dans l'État de Californie, aux États-Unis,. En 2020, elle compte une population de 347 habitants.